# 小行星14065
小行星14065（14065 Flegel）是一颗绕太阳运转的小行星，为主小行星带小行星。该小行星于1996年3月11日发现。

## 轨道参数
小行星14065的轨道半长轴为2.5788971 UA，离心率为0.159。